# Casa modernista al carrer Sant Ramon, 22 (Tordera)
La Casa modernista al carrer Sant Ramon, 22 és una obra de Tordera (Maresme) protegida com a Bé Cultural d'Interès Local.

## Descripció
Edifici entre mitgeres molts estret de planta baixa i dos pisos amb dos eixos d'obertures unificats per elements decoratius ceràmics al voltant de les finestres. La porta d'accés a l'habitatge està situada a un costat; és de llinda recta i es disposa damunt d'un sòcol llis. Està decorada, com en totes les altres obertures per unes rajoles de ceràmica de color verd amb motius florals. Al costat hi ha una finestra enreixada de característiques similars. Al primer pis trobem un balcó de poca bolada però amb unes baranes de ferro abombades al centre cap a l'exterior, a l'altra obertura té una finestra amb un ampit de maons. Finalment, a l'últim pis trobem dues finestres amb un ampit també de maons amb una barana de ferro i les mateixes decoracions al trenca aigües. Destaca també l'estucat del parament.